# Милица Шћепановић
Милица Шћепановић (Подгорица, 18. септембар1995) црногорска је 
позоришна, филмска и телевизијска глумица.

## Биографија
Рођена у Подгорици, уписује гимназију "Слободан Шкеровић" у Подгорици 2010. године. После гимназије уписује Глуму на Факултету драмских умјетности Цетиње, у класи проф. Бранимира Поповића.
Поред студентских представа, своју прву професионалну улогу остварује на трећој години студија, 2016. године у Црногорском народном позоришту, са представом „Бура“  у режији Дејана Пројковског. У наредним 17/18 годинама, стиче улоге у истом позоришту у представама „Маму му јебем ко је први почео“  у режији Луца Цортина, „Истрага“  у режији Стефана Саблића, „Зимска бајка“  у режији Дино Мустафића и „Еквиноцијо“  у режији Ивице Кунчевића, док је у Градском позоришту играла у представи „Ми дјеца са станице Зоо“  у режији Ане Вукотић, „Инспекција“  у режији Горана Булајића у Никшићком позоришту и две представе за децу малог позоришта Мопед, „Пчелица Маја“  и „Магија шумског цвијећа“ . 2022. године игра у представи „Политичка историја жена Црне Горе“  у режији Марије Перовић и продукцији УНДП-а, а 2023. године у главној улози представе „Неко боље мјесто“  коју је режирао Андрија Мугоша.
2017. године снимила је рекламу за „Lumennis Montenegro“  и дебитује филмском улогом у филму „Лијенштина“ режије Бранка Балетића, а наредне године у главној улози у краткометражном филму „Праскозорје“  у режији Андрије Мугоше. У наредним годинама, остварује телевизијскe улогe у „А шта ће мени муж“  и „Преко жице“ , док игра у филмовима „Магични кључ“ , „Рикверц“ , „Сирин“ , „Yellow Pages“ . Учествује у образовним и фестивалским програмима у региону попут „Sarajevo Talent Campus 2021“  и „ReActing as a star“  и води програме попут „Making of“ . 
Магистарском представом „Сафра“  завршава мастер студије одсека Глуме на Факултету драмских уметности у Београду 2023. године, која наставља да се игра као путујућа представа у региону. Исте године, премијерно излази са представом Црногорског народног позоришта „671 - ЛОВ“  режије Хане Растодер.
2024. године учествује на фестивалу „Златна вила“ у Приједору  са представом Колашинске продукције Корифеј театар „Крст са петокраком“ . Убрзо након фестивала постаје и сарадник на Факултету драмских умјетности Цетиње.
Ћерка је Горана Шћепановића и Биљане Шћепановић. Милица има старију сестру Александру и млађег брата Николу.

## Награде
2019. додељена јој је награда за најбољу женску улогу у филму „Праскозорје“ на фестивалу „Филмски Фронт“ у Новом Саду. 

## Улоге

### Позориште
| Год.  | Назив представе                | Позориште                      |
| ----- | ------------------------------ | ------------------------------ |
| 2016. | Бура                           | Црногорско народно позориште   |
| 2016. | Породица сјећања               | Зетски дом Цетиње              |
| 2017. | Ми дјеца са станице Зоо        | Градско позориште              |
| 2017. | Маму му јебем ко је први почео | Црногорско народно позориште   |
| 2017. | Истрага                        | Црногорско народно позориште   |
| 2017. | Инспекција                     | Никшићко позориште             |
| 2017. | Зимска бајка                   | Црногорско народно позориште   |
| 2018. | Пчелица Маја                   | Мало позориште Мопед           |
| 2018. | Магија Шумског Цвијећа         | Мало позориште Мопед           |
| 2018. | Еквиноцијо                     | Црногорско народно позориште   |
| 2019. | Лажна сјећања                  | Краљевско позориште Зетски Дом |
| 2022. | Политичка историја жена        | Независна продукција           |
| 2023. | Неко боље мјесто               | Независна продукција           |
| 2023. | Сафра                          | Независна продукција           |
| 2023. | 671 - ЛОВ                      | Црногорско народно позориште   |

### Филм / Серија
| Год.  | Назив                           | Улога             |
| ----- | ------------------------------- | ----------------- |
| 2015. | Хајдемо скакати по тим облацима | Рита              |
| 2017. | Лијенштина                      | Јелена            |
| 2017. | О потрошачима                   | Касирка           |
| 2018. | Праскозорје                     | Марија            |
| 2018. | Дојч кафе                       | Продавачица       |
| 2019. | Магични кључ                    | Сновид            |
| 2020. | Преко жице                      | Милица            |
| 2020. | Жути вал                        | Марија            |
| 2020. | Рикверц                         | Сања              |
| 2021. | А што ће ми муж                 | Медицинска сестра |
| 2022. | Сирин                           | Секретарица       |
| 2023. | Ништа лично тата                | Мајка             |
| 2023. | Yellow Pages                    | Сања              |